# Loza de Muel

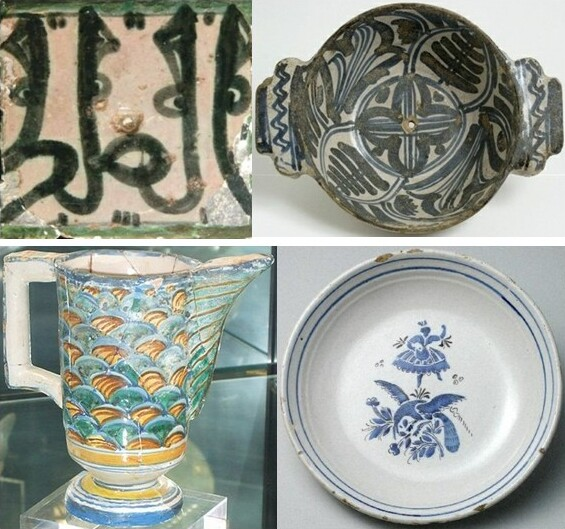
Cuatro ejemplos de la loza de Muel (Zaragoza, España): Azulejo con la leyenda en escritura árabe: Al-mulk («el Reino», sura 67del Corán); a su derecha una escudilla de orejas; debajo a la izq. una jarra de pico policromada, y a su lado una plato de loza fina del.

La loza de Muel o cerámica de Muel, población de la Comunidad Autónoma de Aragón situada a 27 km de Zaragoza, engloba la producción alfarera fabricada desde finales del siglo XIV hasta nuestros días.
A la cabeza de la producción en la comarca de Campo de Cariñena, Muel, junto con Calatayud y Villafeliche, fue uno de los núcleos de cerámica mudéjar más importantes del Reino de Aragón y su fama quedó documentada ya en 1585 en el relato del arquero Henrique Cock, miembro del séquito de Felipe II, a su paso por Muel.
Su producción está dividida en dos etapas principales, la anterior y la posterior a la expulsión de los moriscos en el año 1610. Además de vajilla doméstica, religiosa, farmacéutica, sanitaria y funeraria (lápidas), Muel destacó por su azulejería, conservada en revestimientos, suelos y arquitectura de edificios religiosos y civiles.
La loza de Muel está presente en museos e instituciones culturales como el Museo Arqueológico Nacional (España), el Instituto Valencia de Don Juan, el Museo de Bellas Artes de Zaragoza y el Walters Art Museum.

## Evolución e influencias

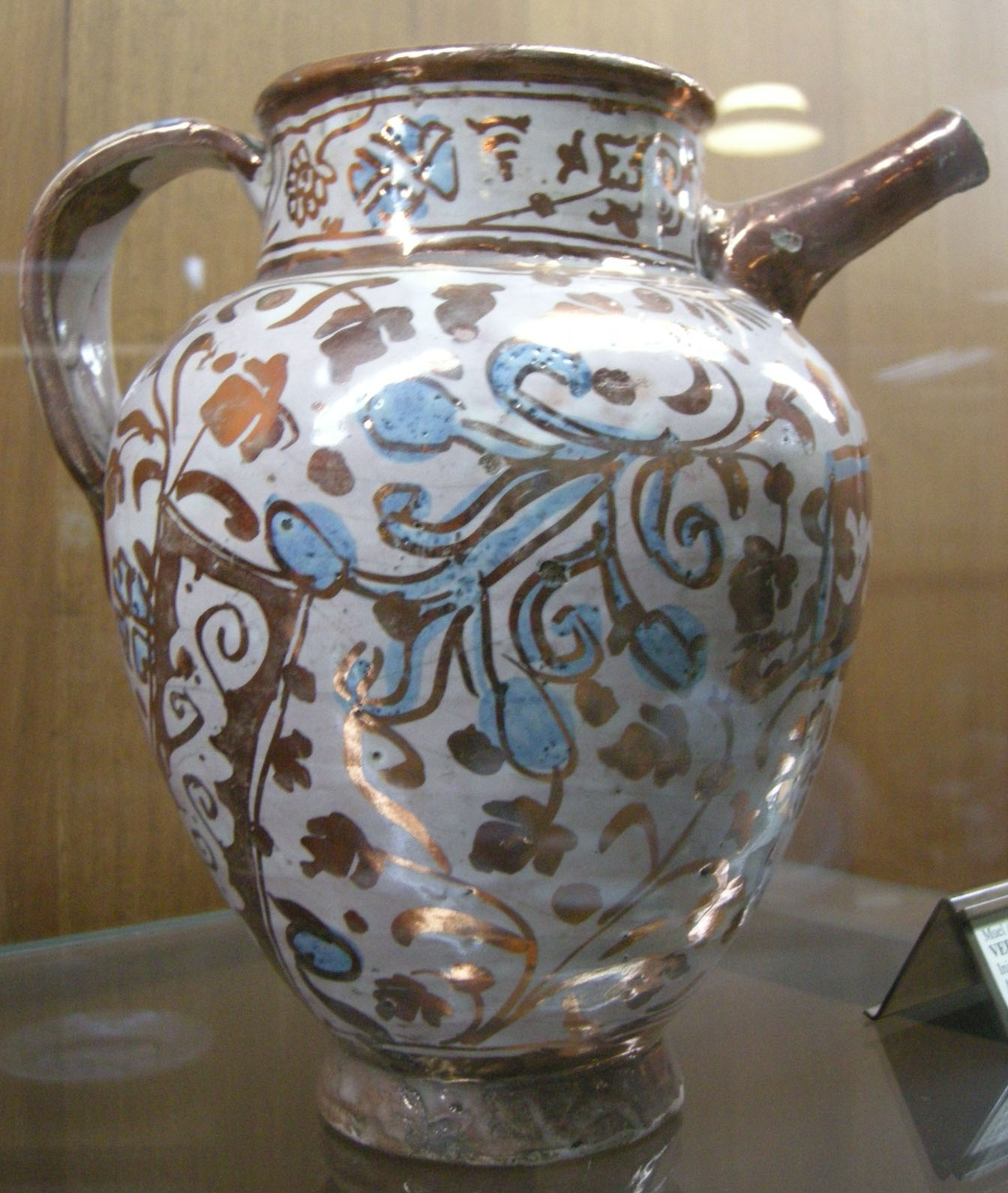
«Brocca» italiana, cántaro-jarro o «cruche» para agua o vino, esmaltada en loza dorada. Catalogada como "escanciador del Castillo Sforzesco de Milán del siglo XVII".

Entre los siglos XIII y XVII, la nutrida comunidad mudéjar acaparó en Aragón la mayor parte de la actividad agrícola, la navegación fluvial y los oficios artesanos. En alfarería, tanto en técnicas como en colores y motivos, la loza de Muel fundió los tipos originales islámicos con influencias cristianas, góticas y renacentistas.

### Loza morisca
Los musulmanes asimilados en la zona quedaron bajo la jerarquía de los señores de Luna y más tarde del marquesado de Camarasa. Pobladores que a partir de 1522 fueron obligados a convertirse al cristianismo y bautizarse, pasando a ser llamados «moriscos» o «musulmanes convertidos». 
Los alfareros de Muel tuvieron sus primeros obradores fuera del recinto amurallado, junto al río Huerva y colindantes con el camino real a Zaragoza.
La vajilla morisca ha dejado platos, escudillas, jarros, cantarillas, orzas, y cuencos. En la loza abierta, el interior presenta decoración geométrica, espirales o círculos, y en las piezas más lujosas aparecen añadidos ornamentos en relieve o incisiones en forma de flores o motivos vegetales que revelan las influencias de las lozas levantinas de Paterna o Manises.

#### El archero Cock
Año 1585. Felipe II y su séquito hacen escala en Muel, camino de Valladolid. Henrique Cock, archero de su guardia imperial, dejó en su diario de viaje este valioso documento descriptivo sobre la técnica alfarera morisca de origen mesopotámico:

"Todos los vecinos cuasi deste lugar son olleros y todo el barro que se vende en Zaragoça lo más haçen aquí y desta manera. Primeramente haçen los vasos de cierta materia que allí la tierra les da, de tal suerte como los quieren; fechos, los coçen en un horno que para esto tienen aparejado; vueltos después á quitar para que les den lustre blanco y los hagan llanos, haçen un lavatorio de ciertas materiales desta manera: toman una arroba de plomo con la cual mezclan tres ó cuatro libras de estaño y luégo otras tantas libras de çierta arena que allí tienen, de todo lo cual haçen una masa como de yelo y lo haçen en menudas piezas y muélenlo como harina, y hecho ansí polvo lo guardan. Este polvo después mezclan con agua y tiran los platos por ella y los coçen otra vez en el horno, y entónces con este calor conservan su lustre. Después para que toda la vajilla hagan dorada, vinagre muy fuerte con el cual se mezclan como dos reales de plata en polvo y bermellón y almagre y un poco de alumbre (cobre), lo cual todo mezclado escriben con una pluma sobre los platos y escudillas todo lo que quieren, y los meten por tercera vez en el horno, y entonces quedan con el color de oro que no se les puede quitar hasta que se caigan en pedazos."
Anales del año ochenta y cinco. Henrique Cock (1585).

### Loza levantina
Gracias al relato de Cock se documenta que antes de la expulsión de los moriscos en 1610, Muel recibió influencias del foco de Manises, por la presencia en sus alfares de loza dorada.
A los fabricantes de loza dorada se les llamaba oficiales de hacer vajilla de blanco, almalagueros o maestros de la Málega, delatando así que imitaban las técnicas desarrolladas antes en Málaga. La producción estaba monopolizada por varias familias cuyos miembros aparecen reiteradamente citados en algunos documentos notariales (1583): los Abroz, Alax, Bargueño, Carruzet, Dupon, Ibáñez, Janero, Lançari, Taquea, Maçerol, Maniçes, Medina, Moncayo, Montero, Presson, de la Roya y otros.
La vajilla de loza dorada abarcaba dos calidades, "común" y "delgada", vendidas a precios diferentes. Entre las piezas catalogadas hay desde sencillos objetos de la vajilla doméstica hasta pilas bautismales (para iglesias parroquiales como la de la localidad de Quinto, por ejemplo).
El arraigo de la loza dorada en Aragón hizo que, tras la  expulsión de los moriscos aragoneses en 1610, se contratara a escudilleros de Reus entre 1612 y 1620, para que la siguieran fabricando en Muel; inmigración documentada arqueológicamente. Esta afluencia de alfareros catalanes, castellanos e incluso italianos determinó un cambio de gusto en las técnicas de producción y en los repertorios ornamentales, acercándose progresivamente a los cánones y gustos europeos.
En concreto, la loza dorada muelera llegó a personalizarse combinando el dorado con azul y verde o sólo con azul, tradición que se extendería hasta el siglo XVII.
Muel también fabricó loza más barata y popular, vidriada en azul e incluso en azul, verde y morado (aplicados con pincel-peine).
La saturación laboral en Muel propició que se abriese un nuevo alfar en Villafeliche, vinculado al de Muel por su pertenencia a los marqueses de Camarasa, produciéndose una cerámica muy similar en ambas poblaciones. Aparecen nuevas piezas de vajilla como fruteros, bandejas planas, escudillas provistas de dos asas llamadas «de oreja», mancerinas con jícaras y bacías con el borde recortado para el afeitado.

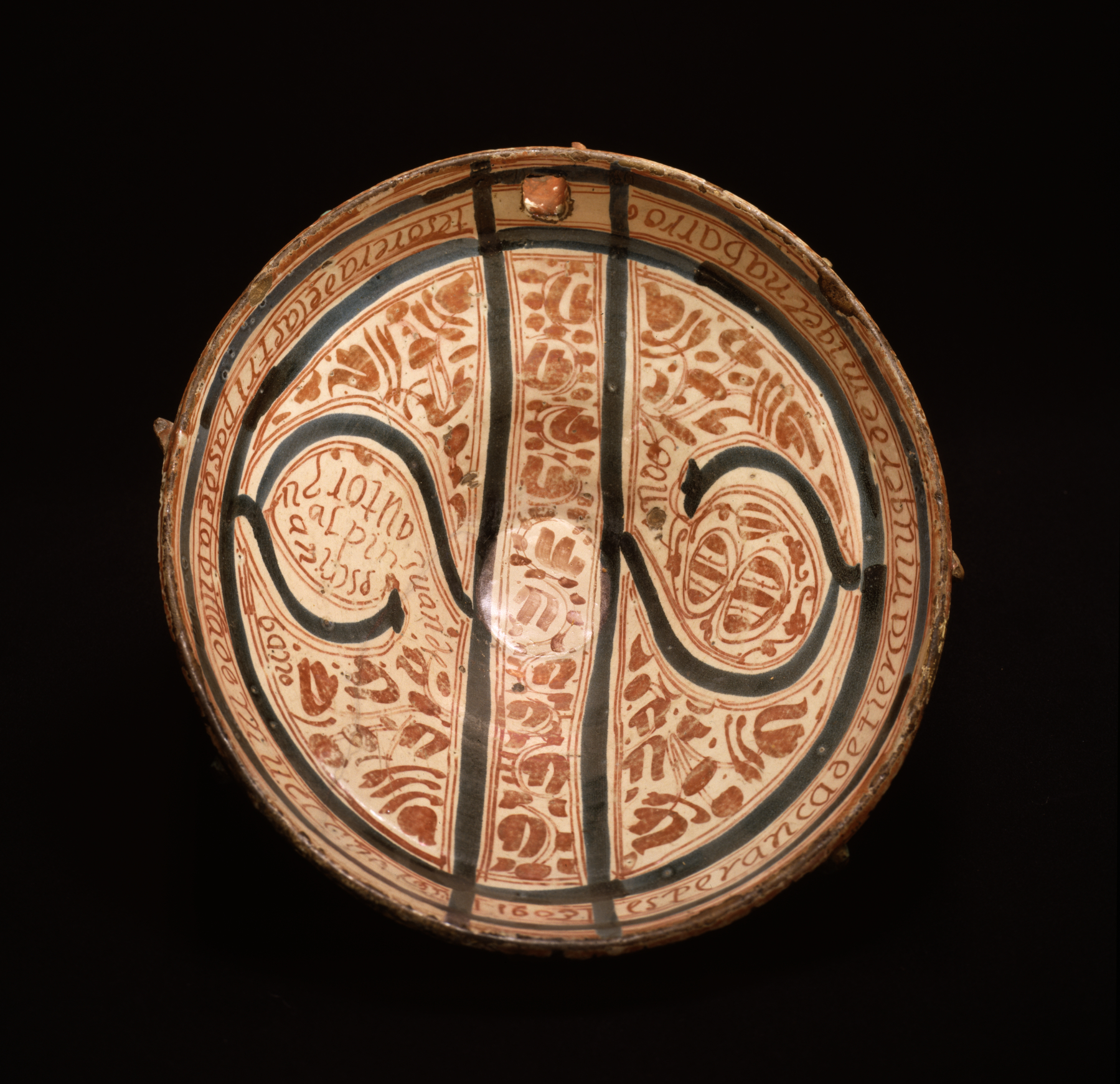
Loza dorada de Muel, plato de 10.4 x 29.4 cm. En el Walters Art Museum.

#### El plato de latesorera de las tripas
La inscripción en el borde de esta pieza cita el nombre de su propietaria, el cargo y la fecha de fabricación: "Esperanza de Tierça, esposa del Mig [u] el de Navarro, tesorera de las tripas de la villa de Muel. Año 1603." Asimismo, envuelto en uno de los lazos oscuros de la decoración se puede leer el nombre de "Juan Escribano," sin duda el maestro alfarero. Adquirida por Henry Walters, antes de 1909, en su museo desde 1931.

### Talaveras, catalanas y chinas
A partir del siglo XVII, las influencias llegaron a Muel desde los vecinos focos catalanes y de Talavera de la Reina, localidad toledana de larga tradición locera, que había asimilado ya las modas orientales.
Aparecieron nuevos motivos decorativos como los escudos heráldicos y se aplicaron técnicas de influencia italiana como la de los «esponjados», de la que se conserva un interesante ejemplar en el Castillo de Monzón.
En este periodo comenzaron a fabricarse albarelos y piezas de carácter religioso como las pilas bautismales y las benditeras de estilo barroco en el siglo XVIII. 

### Alcora y los italianos
Con el siglo XVIII, entró en Muel la moda italiana a través de las lozas ilustradas de Alcora, centro cerámico con el que llegó a competir tímidamente. Dibujos de «estilo Bérain» o de la «pintura del ramito» invadieron la loza de Muel e incluso las pilas bautismales, como las de Pozuelo de Aragón, Luceni, Pleitas o Agón.
Con el paso al siglo XIX, Muel retomó tradiciones levantinas y generalizó el uso de tampones, trepas o plantillas (para nombres, flores, animales);  así mismo se popularizó la costumbre de añadir las iniciales de los compradores en las piezas. También aumentó en ese periodo la producción funeraria con motivos e inscripciones piadosos.

## La azulejería de Muel

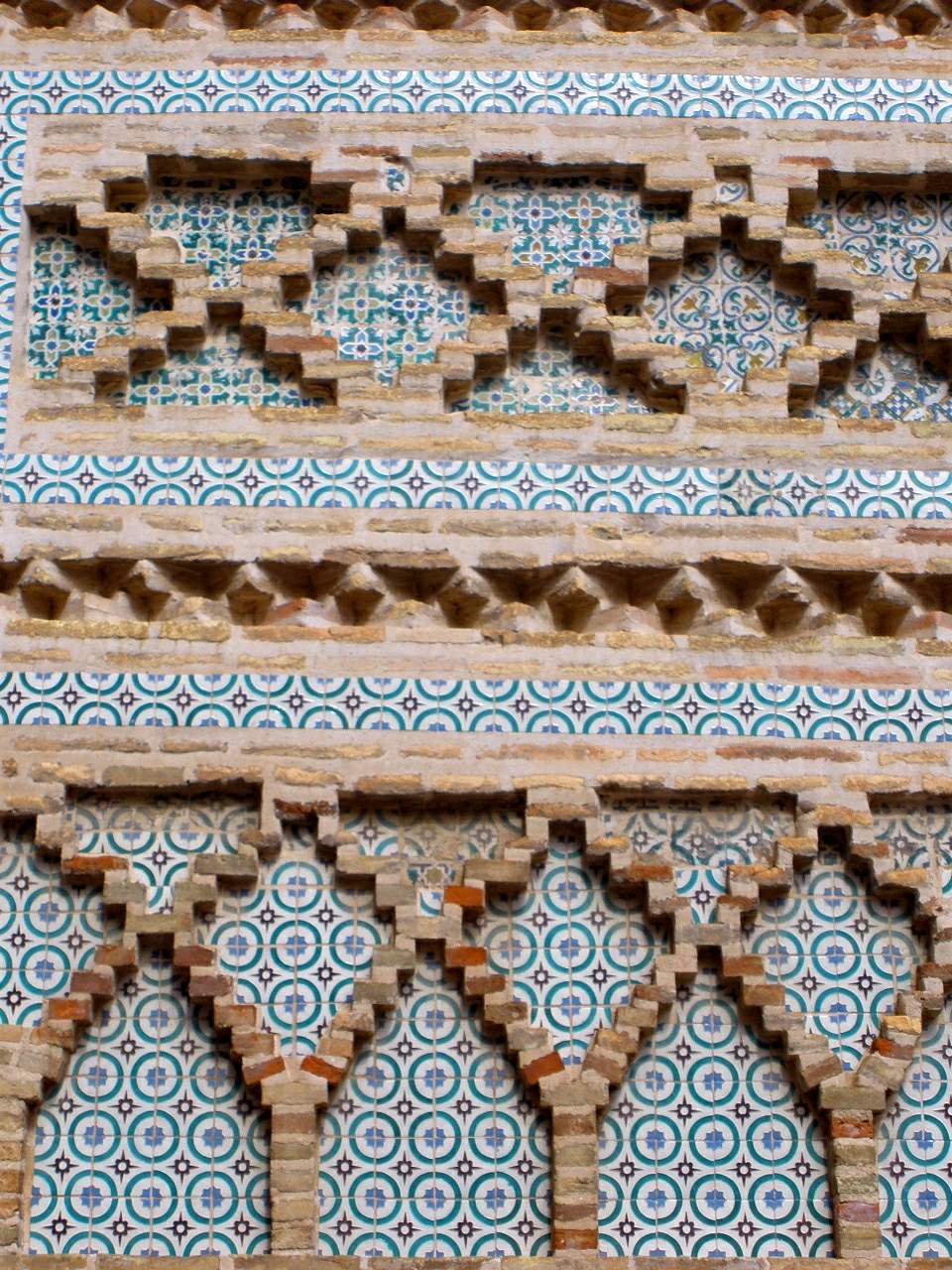
Paño decorativo de azulejería, perteneciente a la torre de la iglesia de Nuestra Señora de la Asunción de Utebo, realizada en 1545 por alfareros moriscos de Muel.

En el universo cerámico de Muel, el capítulo más destacado es la azulejería, por su aportación al mudéjar aragonés.
Estilística y formalmente la decoración de los diferentes tipos y modelos de azulejo siguió los pasos de la loza. Así, tanto en el estampado azul como en la policromía, se alternaron y combinaron temas básicos de lacerías, estrellas y motivos vegetales en arrimaderos, frisos o rellenos de los fondos arquitectónicos del mudéjar.
En la decoración de azulejos se empleó especialmente la técnica de cuenca o arista, muy parecida a la que se hacía en Toledo o Sevilla. Se trata de un procedimiento cerámico  relativamente sencillo pero muy laborioso: en principio basta imprimir en una loseta cruda, pero con el barro ya consistente, un molde con el dibujo en negativo; tras efectuar la cocción de la pieza, el resultado es una dibujo en bajorrelieve que se rellena con esmaltes, a discreción. El propio borde-tabique del relieve se encarga de separar los colores. Los más empleados en Muel fueron el verde, el melado y el azul junto con el blanco de fondo y el manganeso (morado-negruzco).
La azulejería coexistió con la fabricación de loza de mesa pintada a pincel. Y así, con el mismo colorido de las vajillas, se realizaron  revestimientos para iglesias, arrimaderos y solerías.